# Rhombosolea plebeia
Rhombosolea plebeia е вид лъчеперка от семейство Pleuronectidae.

## Разпространение
Видът е разпространен в Нова Зеландия (Северен остров и Южен остров).